# 하이 터킨
하이먼 C. 터킨(영어: Hyman C. Turkin, 1915년 5월 9일~1955년 6월 24일)은 미국의 스포츠기자로, 최초의 야구 백과사전을 공동 편집했다.
뉴욕주 뉴욕에서 일곱 명의 자녀 중 한 명으로 태어났다. 쿠퍼 유니언에서 전기공학을 전공했으며, 1936년에 대학을 졸업한 이후 《뉴욕 데일리 뉴스》에 입사했다. 기자로 활동하며 주로 야구, 농구, 육상 경기를 취재했다.

## 야구 백과사전
터킨은 1944년에 야구 연구가 S. C. 톰프슨과의 우연한 만남을 계기로 그와 최초의 야구 백과사전 제작에 함께했다. 1951년 A. S. 반스 & 컴퍼니에서 출간된 이 책은 메이저 리그 베이스볼에서 뛰었던 모든 선수들을 망라한 목록을 비롯해 선수들의 활동 연도, 소속팀, 기록을 담고 있었다.
이 책은 해피 챈들러 커미셔너의 추천을 받았으며, 터킨 사후에 1979년까지 모두 9번의 개정판이 출간되었다.

## 개인사
터킨은 후에 국립신경근육질환재단이 된 국립근육디스트로피재단의 설립자 중 한 명이었다.
터킨은 플로렌스 커와 결혼했으며, 둘 사이에는 딸 마저리를 두었다. 터킨은 6개월 간의 간질환 투병 끝에 40세의 나이로 사망했다. 《뉴욕 타임스》의 아서 데일리 기자는 그를 두고 '작지만 에너지 넘치고 호기심 많은 사람'이라고 평했다.
사망 후 메트로폴리탄 농구기자협회에서는 그의 이름을 딴 상을 제정했다. '하이 터킨 메모리얼 어워드'라고 불리는 이 상은 매해 프로 농구 신인에게 수여되고 있다. 대표적인 수상자로는 1961년의 오스카 로버트슨, 1970년의 카림 압둘 자바 등이 있다.
뉴욕 스태튼아일랜드 동안힐스에는 하이 터킨 메모리얼 필드라는 이름의 리틀 리그 베이스볼 경기장이 있다.

## 참고 문헌
- Turkin, Hy; Thompson, S. C. (1956). 《The Official Encyclopedia of Baseball》 (영어). 뉴욕주 뉴욕: A. S. Barnes & Company. LCCN 56-5560.
- Schwarz, Alan (2004). 《The Numbers Game: Baseball's Lifelong Fascination with Statistics》 (영어). St. Martin's Press. 52–54, 91쪽. ISBN 0312322224.

## 더 읽어보기
- Holmes, Tommy (1951년 4월 24일). “Latest Thing in Baseball Records”. 《The Brooklyn Daily Eagle》 (영어). 16면. 2018년 6월 14일에 확인함 – Newspapers.com 경유.